# Ходоренко, Ирина Михайловна
Ири́на Миха́йловна Ходоре́нко (бел. Іры́на Міха́йлаўна Хадарэ́нка, пол. Iryna Chadarenka; настоящая фамилия — Шу́мская, род. 19 июня 1976 в Минске) — белорусская поэтесса, прозаик, журналист, музыковед, культуролог, переводчица, общественная деятельница. Кандидат культурологии.
Пишет на белорусском и русском языках.

## Биография
Окончила музыкальную школу по классу фортепиано, затем Белорусский государственный экономический университет по специальности «экономист-менеджер», позднее — аспирантуру и докторантуру Белорусского государственного университета культуры и искусств.
В 2002 году успешно защитила кандидатскую диссертацию по культурологии. Стажировалась в Варшавском и Ягеллонском университетах, обучалась в Восточно-Европейской Школе политических исследований при Совете Европы и Гарвардском университете. Была стипендиатом престижной программы «Gaude Polonia» Министерства культуры и национального наследия Польши (2010). Активно занимается литературным и научным творчеством, а также общественной деятельностью. Имеет большое количество научных публикаций, учёное звание доцента, почетное звание профессора. С 2016 года проживает в США, руководит Белорусской Просветительской Лигой Америки.

## Творчество
С 1989 года регулярно публикуется в печатных изданиях Беларуси (в том числе, в журналах Першацвет, Маладосць, «Роднае слова», Дзеяслоў, «Тэксты», «Верасень», газетах «Культура», Літаратура і мастацтва, «Літаратурная Беларусь» и др.), а также в «Беларускім дайджэсце», альманахе «Беларус» (США) и литературно-аналитическом журнале «Сакавік» (Канада). С 2000 года является членом Союза белорусских писателей. С 2011 года — членом белорусского ПЕН-центра. Выступала на международных литературных фестивалях в Беларуси и Польше. Некоторые стихи (в частности, «Беларусь», «Не трэба аб мінулым сумаваць», «Ветразь кахання») были положены на музыку известными белорусскими композиторами-песенниками Николаем Яцковым и Олегом Елисеенковым.
В 2012 году была номинирована на премию «Золотой апостроф» в жанре поэзии.
Творчество отличается глубокой философской рефлексией, тревожной, зачастую минорной атмосферой, экзистенциальной метафоричностью. По мнению выдающегося белорусского поэта Геннадия Буравкина, у Ирины Ходоренко «есть свой литературный характер, своя манера изложения мыслей и свидетельство профессионального мастерства. Она пробует себя в разных, порой даже модернистских течениях, не боится экспериментов, явно и вполне успешно тяготеет к поэзии интеллектуальной». Лауреат Государственной премии БССР, поэт Анатолий Вертинский отметил, что «поэзия И. Ходоренко выделяется как тематической, так и изобразительно-жанровой новизной. Избегая упрощенной публицистичности, поэтесса находит чрезвычайно точные слова о судьбе страны и состоянии современного общества». Лауреат премии им. А. Кулешова, поэт Казимир Камейша подчеркнул, что И. Ходоренко присущи «зрелая рассудительность, смелый подход к теме, хорошее стремление к философскому осмыслению жизни». А член белорусского ПЕН-центра, поэт Михаил Скобла высказал мысль о том, что в поэзии И. Ходоренко «веет вольный европейский ветер с привкусом культуры Средневековья». С одной стороны, литературный критик Леонид Голубович замечает, что «подчеркнутая идейная и политическая направленность стихов порой сбивает с толку саму поэтессу», с другой — известный литератор Алесь Аркуш в свою очередь свидетельствует, что её творчество — это «тот пример, когда даже патриотические стихи можно писать виртуозно». Более развёрнутый анализ творчества поэтессы представил британский филолог Арнольд МакМиллин в своем энциклопедическом труде, посвященном анализу современной белорусской литературы в период от 70-х гг. XX ст. до наших дней.
Её произведения переводились на русский, украинский, польский, английский, немецкий языки.

## Рецензии
- Галіна Булыка. Каардынаты лабірынту: водгук аб творчасці Ірыны Хадарэнка. (бел.)
- Макмілін А. Пісьменства ў халодным клімаце. Беларуская літаратура ад 70-х гг. XX ст. да нашых дзён: Ірына Хадарэнка. — Беласток: Orthdruk, 2011. — С. 780—783. — ISBN 978-83-89376-55-06. ISBN 978-83-89376-55-06. (бел.)
- Таццяна Будовіч. Расшыфраваць Свядомаграфію // Літаратурная Беларусь (бел.)
- Эдуард Дубянецкі. Дзе свядомасць дыктуе радкі // Верасень (бел.)